# Дмосін-Другий
Дмосін-Другий (пол. Dmosin Drugi) — село в Польщі, у гміні Дмосін Бжезінського повіту Лодзинського воєводства.
У 1975—1998 роках село належало до Скерневицького воєводства.